# Trade & Battle: Card Hero
Trade & Battle: Card Hero (トレード&バトル カードヒーロー?) è un videogioco del 2000 pubblicato da Nintendo per Game Boy Color.
Ha ricevuto un seguito per Nintendo DS, Kousoku Card Battle: Card Hero (2007) e nel 2011 è stato distribuito per Nintendo 3DS tramite Virtual Console.
Il negoziante Maruo Maruhige compare nella serie Super Smash Bros..